# 寺田明人
寺田 明人（てらだ あきひと）は、日本の演出家。日本映画学校（現・日本映画大学）16期卒業。同期には映画監督の福田陽平、松林要樹、撮影技師の加藤哲宏、編集技師の辻井潔他がいる。

## 主な作品

### 映画
- 『カンフーくん』（助監督・2007年）
- 『檸檬のころ』（監督助手・2007年）
- 『ラストゲーム 最後の早慶戦』（助監督応援・2008年）

### テレビ
- TX『ケータイ捜査官7』（監督助手・2008年）
- MBS『カルテット』（監督助手・2011年）
- TX『STAND UP!ヴァンガード』（監督助手・2012年）